# Экстрасенс (фильм, 1992)
«Экстрасенс» — научно-фантастический фильм режиссёра Геннадия Глаголева, снятый в 1991 году в СССР творческо-производственной студией «ФБ-33» при участии Одесской киностудии. Мировая премьера фильма вышла в 1992 году в России и Украине.
Главную роль в этом фильме исполняет Станислав Терентьев, для которого эта роль стала единственной, отрицательную роль исполняет певец Валерий Леонтьев.

## Сюжет
Главный герой — молодой каратист Гера Романов во время уличной драки с рэкетирами получает травму головного мозга и выстрел в сердце, в результате чего он попадает в больницу и там начинает перемещаться в другие параллельные миры, в которых он умирает и оживает наяву, также он начинает видеть карлика-демона по имени Бигунот, который провоцирует его сделать что нибудь плохое.
Это является причиной того, что он носит разделённый амулет Инь-Ян, который является частью конца света, позже он снимает этот амулет и уже перестает перемещаться в эти миры, амулет на него надел Мастер во время уличной драки, в кадре даже есть выстрел не в Геру, а в Мастера.
В фильме играет песня Валерия Леонтьева «Лицом к лицу», которая является официальным саундтреком к этому фильму, музыку к ней написал композитор Иварс Вигнерс.

## В ролях
- Станислав Терентьев — Гера Романов, каратист и жертва параллельных миров
- Валерий Леонтьев — «Китаец», глава параллельного мира
- Сергей Юрский — Мастер
- Борислав Брондуков — Степчук, больной радикулитом
- Эрнст Романов — лечащий врач Геры
- Елена Кондулайнен — Мариночка
- Наталья Болдырева — Эля, жена Геры
- Алексей Ингелевич — Бигунот, карлик-демон, заставляющий Геру сделать что-нибудь плохое
- Юрий Филимонов — следователь Алик в параллельном мире Ганелот
- Гия Лежава — Эдуард Сергеевич «Эдик», врач, узнавший в Гере дар
- Фархад Аманкулов — двойник «Китайца»
- Игорь Ефимов — дежурный врач Александр Ильич
- Геннадий Глаголев — Повелитель

### Озвучивание
- Дмитрий Полонский — Гера Романов; Бигунот
- Сергей Паршин — Алик
- Анна Назарьева — Эля